# Pokémon aux urgences
Pokémon aux urgences (Taiketsu! Pokémon sentā! (対決！ポケモンセンター!) en japonais et Pokémon Emergency! en anglais) est le 2e épisode de la première saison de la Pokémon, la série. L'épisode a été diffusé pour la première fois au Japon le 8 avril 1997, aux États-Unis le 9 septembre 1998. C'est dans cet épisode qu'apparaît pour la première fois la Team Rocket.

## Synopsis
La série narre les aventures de Sacha. Dans cet épisode Sacha emmène Pikachu d'urgence au Centre Pokémon de Jadielle car il a été grièvement blessé par des Piafabec sauvages. Jessie et James, deux membres de la Team Rocket accompagnés d'un Miaouss qui parle et d'un Smogo, s'introduisent dans le Centre afin de voler des pokéballs contenant des Pokémon. Sacha fait la connaissance d’Ondine, une jeune fille à qui il a emprunté son vélo pour échapper aux Piafabec sauvages. Le vélo ayant été détruit pendant la fuite, elle décide de le suivre dans son périple afin qu'il le lui rembourse. À la fin de l'épisode, après que le Pikachu de Sacha encore blessé a fait fuir la Team Rocket, celle-ci décide de le capturer. Tandis que Sacha et Ondine partent vers la forêt de Jade, où Sacha rencontre un Chenipan,,.
La mère de Sacha parle de son père pour la première fois. Elle le mentionne une dernière fois dans le film 20.

## Production
Pokémon aux urgences est le deuxième épisode de la Pokémon, la série, il a été diffusé pour la première fois au Japon le 8 avril 1997 et aux États-Unis le 9 septembre 1998. L'épisode a été écrit par Takeshi Shudo et Satoshi Tajiri et réalisé par Masamitsu Hidaka.
Aurélien Ringelheim est la voix française de Sacha et Fanny Roy la voix d'Ondine, Jean-Marc Delhausse double la voix du professeur Chen.

## Réception
Sur le site de l'Internet Movie Database, 139 utilisateurs avait mis une note moyenne de 7,9 sur 10 (au 15 juin 2014).